# 哈里斯城 (喬治亞州)
哈里斯城（英語：Harris City）是位於美國喬治亞州梅里韋瑟縣的一個非建制地區。該地的面積和人口皆未知。

## 地理
哈里斯城的座標為32°58′05″N 84°42′46″W / 32.96806°N 84.71278°W，而該地的平均海拔高度為268米（即879英尺）。